# John the Revelator / Lilian
John the Revelator en Lilian zijn twee nummers van de Britse synthpopband Depeche Mode uit 2006, uitgebracht als dubbele A-kant. Ze verschenen gezamenlijk als de vierde en laatste single van Playing the Angel, het elfde studioalbum van Depeche Mode.
"John the Revelator" is gebaseerd op het gelijknamige volksliedje uit de jaren '30 van de vorige eeuw, gezongen door Blind Willie Johnson. Schrijver Martin Gore zei in een Frans interview dat het nummer gaat over "geloof in God, hoe dan ook". Het nummer werd een hit in een aantal Europese landen. Zo bereikte het de 18e positie in thuisland het Verenigd Koninkrijk. In het Nederlandse taalgebied deed de plaat niets in de hitlijsten.

## Tracklijst
7"
1. "John the Revelator" (UNKLE dub)
2. "Lilian" (Robag Wruhme Slomoschen Kikker)

12"
1. "John the Revelator" (Dave Is in the Disco Tiefschwarz remix)
2. "John the Revelator" (Tiefschwarz dub)
3. "Lilian" (Chab dub)

CD1
1. "John the Revelator" (singleversie) – 3:14
2. "Lilian" (single version) – 3:34

CD2
1. "John the Revelator" (Dave Is in the Disco Tiefschwarz remix) – 7:49
2. "John the Revelator" (Murk Mode remix) – 7:13
3. "John the Revelator" (UNKLE re construction) – 4:59
4. "John the Revelator" (Boosta club remix) – 4:47
5. "John the Revelator" (Tiefschwarz dub) – 8:12

DVD-single
1. "John the Revelator" (video)
2. "Nothing's Impossible" (bare—audio)
3. "Lilian" (Chab vocal remix—audio)